# Потомак
Потомак је организам настао репродукцијом у већини врста два организма исте врсте и различитих полова. Код људи потомство су деца.